# 酒井忠直 (庄内藩)
酒井 忠直（さかい ただなお）は、出羽庄内藩酒井家の公子。一門酒井奥之助家初代。

## 経歴
寛永20年（1643年）、出羽庄内藩主・酒井忠勝の六男として生まれる。明暦2年（1656年）8月、庄内藩主の兄・酒井忠当の弟として江戸城で将軍・徳川家綱に拝謁し、忠当より1,000石の分知を受ける。
元禄13年（1700年）4月29日死去。享年56。
家督は、祖父・酒井家次の五男で5,000石の旗本であった叔父・了次の孫である庄内藩番頭・重秋の四男・直隆が相続した。直隆の子・直豫は、享保17年（1732年）、出羽松山藩第2代藩主・酒井忠予の養子となり、第3代藩主忠休となったため、直隆の実弟・重一の長男・直恭がその跡を相続する。直恭以降代々奥之助を通称としたことから、酒井奥之助家と呼ばれる。奥之助家は、両敬家とも称され藩内でも特別な家として重んじられた。